# Hotel Ambos Mundos (La Habana)
El Hotel Ambos Mundos es una sólida construcción de forma cuadrada que cuenta con cinco pisos, de estilo ecléctico de principios del siglo XX. Se erigió en el lugar que ocupaba anteriormente una vieja casa solariega, que tuvo que demolerse, en la esquina de la Calle Obispo y Mercaderes en La Habana Vieja.

## Historia
Desde la época colonial la zona que ocupa el edificio estuvo poblada por diversas casas familiares. A principios del siglo XX compra la propiedad el comerciante español Antolín Blanco Arias a su colega en los oficios don Manuel Llerandi y Tomé. El primero demolió la vetusta construcción para levantar allí el hotel, las obras estuvieron a cargo del arquitecto Luis Hernández Savio.
Este hotel gana fama internacional cuando se convierte en el "primer hogar" en Cuba del célebre escritor norteamericano Ernest Hemingway, que residió en el hotel de 1932 a 1939. Hemingway disfrutaba mucho de las vistas a La Habana Vieja y al Caribe, en el que pescaba con mucha frecuencia en su yate "Pilar". Su habitación se conserva como la dejara el autor de El viejo y el mar y funciona como un pequeño museo en medio del establecimiento.
En el año 1987 tuvo una pequeña restauración, siendo más completa la que finalizó en 1997, quedando convertido nuevamente en un lujoso hotel de época. Entre el 2004-2005 se llevaron a cabo trabajos de mantenimiento, limpieza y pintura de fachadas.

## Estructura
El edificio de tres plantas —concebido para cinco—[cita requerida] tendría la siguiente distribución: la planta baja serviría como centro comercial y en los otros dos pisos las habitaciones para los huéspedes. Su estructura de acero y hormigón fundido le dan el carácter ecléctico y moderno para su tiempo de fabricación. En 1924 fue ampliado, ganando en altura. Finalmente se declaró habitable el 6 de enero de 1925. Luego de cinco años se transformó, colocándose un salón en la azotea —con insuperables vistas— con cocina y servicios. Cuenta con añejos elevadores de la marca OTIS, que siguen funcionando en la actualidad.